# L’Anse-Amour
L’Anse-Amour ist eine kleine Ansiedlung mit 8 Einwohnern an der Südküste von Labrador. Die Siedlung ist an der Belle-Isle-Straße gelegen, welche das Festland von der Insel Neufundland trennt. In L’Anse-Amour befindet sich das älteste, rund 7500 Jahre alte, Grab Kanadas. Der Ort wird beim Zensus der Subdivision A der Census Division No. 10 zugeordnet.

## Das Grab von L’Anse-Amour
Bekannt wurde der Ort durch eine archäologische Grabung im Jahr 1974 an der L’Anse Amour Site. In einem runden Grabhügel von über 8 m Durchmesser wurde ein auf 7500 BP (~ 5550 v. Chr., nach anderen um 6300 v. Chr.) datierter Leichnam eines Kindes gefunden, dessen Alter auf 12 Jahre geschätzt wird. Ungewöhnlich war, dass das Kind auf dem Bauch lag, und dass auf dem Hinterkopf ein großer Stein abgelegt wurde. Der Hügel wurde nach der Ausgrabung rekonstruiert und ist als National Historic Site ausgewiesen, die Artefakte werden im Labrador Straits Museum im nahe gelegenen L’Anse au Loup ausgestellt. Grab und Funde werden der Maritime Archaic Tradition aus der Archaischen Periode zugeordnet.

## Britische Kolonialherrschaft
Lange Zeit entzog sich die Region, die von Fischern frequentiert wurde, weitgehend der Kontrolle durch die Kolonialmächte. Dies begann sich gegen Ende der britischen Herrschaft zu ändern. Der Kommandeur der La Canadienne Pierre-Étienne Fortin, der von 1852 bis 1867 die Fischer nördlich des Sankt-Lorenz-Stroms kontrollieren sollte, erhielt 1859 den Auftrag, den Küstenbewohnern die neuen Fischerei-Regeln zu erläutern. So durften die Montagnais, wie er ihnen am 29. Mai des Jahres erklärte, fortan nicht mehr bei Fackellicht auf Lachsfang gehen. Doch bezweifelte er selbst, dass diese Regelung im abgelegenen Gebiet durchsetzbar sei.
Auch versuchten die Briten, nach 1755, dem Jahr der Deportation der Akadier, etablierte französische Namen durch englische zu ersetzen. So wurde Anse aux Morts auf Prince Edward Island, das zuvor Isle Saint Jean geheißen hatte, umbenannt, und zwar in Mermaid Cove. Davon blieb Labrador weitgehend verschont. Ursprünglich hieß L’Anse-Amour ebenfalls L’Anse aux Morts, also „Bucht der Toten“. Der heutige Name beruht jedoch auf einem Missverständnis in der Aussprache des ehemaligen französischen Namens im Englischen.

## Schiffsunglück von 1922
Am nahe gelegenen Point Amour steht seit 1857 das Point Amour Lighthouse, ein Leuchtturm, der der Orientierung des Schiffsverkehrs in der durch Eisgang und Strömungen gefährlichen Belle-Isle-Straße dient. Hier strandete am 8. August 1922 die erst 1919 in Dienst gestellte Raleigh, ein Schwerer Kreuzer der britischen Hawkins-Klasse durch Navigationsfehler im Nebel. Reste des Wracks können trotz Teilsprengung 1926 noch immer besichtigt werden. Die heutigen Bewohner sind Nachkommen der Überlebenden dieser Havarie. 